# I livets bok, o Fader, skriv
I livets bok, o Fader, skriv är en doppsalm av Carl David af Wirsén. 
Melodin är en tonsättning från Wolfgang Amadeus Mozart. I Koralbok för Nya psalmer, 1921 anges att samma melodi används till psalmerna Så skön en väg ej finns på jord (1921 nr 560) och Jag vet en port som öppen står (1921 nr 581a).

## Publicerad som
- Nr 133 i Hemlandssånger 1891 under rubriken "Kyrkan".
- Nr 556 i Nya psalmer 1921, tillägget till 1819 års psalmbok under rubriken "Kyrkan och nådemedlen: Dopet".